# Leuronoma chlorotoma
Leuronoma chlorotoma är en fjärilsart som beskrevs av Edward Meyrick 1918. Leuronoma chlorotoma ingår i släktet Leuronoma och familjen stävmalar. Inga underarter finns listade i Catalogue of Life.